# Penisola di Bruce (golfo di Pietro il Grande)
La penisola di Bruce o di Brjus (in russo полуостров Брюса?, poluostrov Brjusa) si trova sulla costa occidentale del golfo dell'Amur, in Russia. Si affaccia sul mar del Giappone e appartiene al Chasanskij rajon, nel Territorio del Litorale (Circondario federale dell'Estremo Oriente). 

## Geografia

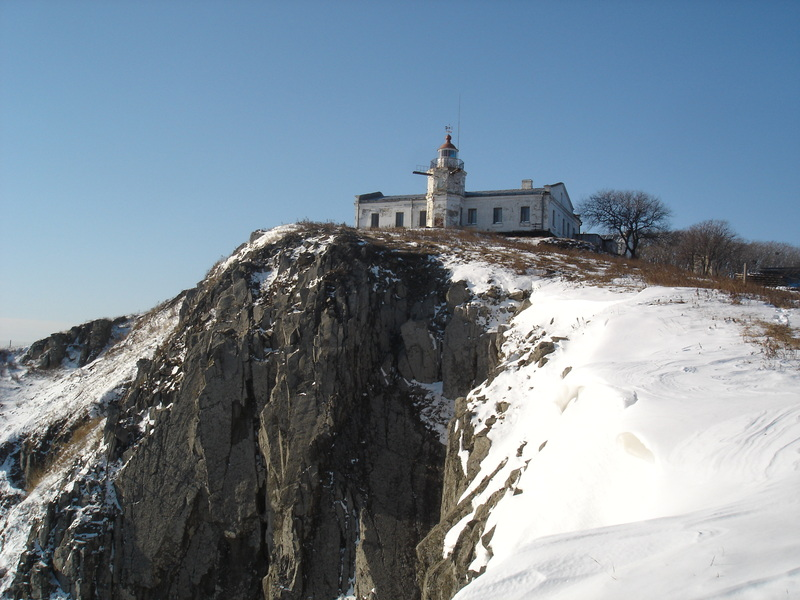
Il faro Bjusse a capo Bruce

La penisola separa il golfo Slavjanskij (a nord) dal golfo Baklan (a sud). Il punto più orientale della penisola è capo Bruce, o Brjus (мыс Брюса), sul quale è collocato un faro (маяк Бюссе). Il rilievo della penisola è prevalentemente montuoso. Il punto più alto è di 177 m. La costa è ripida e rocciosa. Vicino alla penisola la profondità del mare è di 26 m.
Sulla penisola si trova la cittadina di Slavjanka, capoluogo del Chasanskij rajon. L'isola di Antipenko si trova a 2,5 km dalla costa meridionale.

## Storia
Descritta per la prima volta dall'esercito britannico a bordo delle navi Barracouta e Winchester nel 1855. Dopo 7 anni, nel 1862, fu ulteriormente tracciata dalla spedizione di Vasilij M. Babkin. Non è noto per certo da chi abbia preso il nome la penisola, ma questo nome è applicato sia nella mappa russa del 1865 sia in quella inglese del 1868. Si suppone che sia in ricordo dell'ammiraglio inglese Bruce che nel 1855 comandò uno squadrone in visita a Petropavlovsk-Kamčatskij o di un collaboratore di Pietro I, lo statista Jacob D. Bruce. All'inizio del XX secolo, la penisola, come il golfo, era chiamata Slavjanskij.